# 李祚 (明朝)
李祚（1449年—1508年），字光世，江西廣信府貴溪縣人，民籍，治《書經》，明朝政治人物。

## 生平
江西鄉試第三名舉人。弘治六年（1493年）中式癸丑科會試第三十九名，三甲第一百七十五名進士。歷官南京刑部员外郎，十五年二月升雲南按察司佥事。

## 家族
曾祖李獻誠，贈主事；祖父李應庚，知府 贈中議大夫贊治尹；父李直，保寧知府。母徐氏（封安人）。